# Kargozaran
Il Kargozaran (in iraniano: Kargozaran-e Sazandegi-e Iran; in inglese: Executives of Construction Party in italiano: Partito dei Quadri della Costruzione) è un partito politico iraniano; è stato fondato nel 1996 da alcuni componenti del governo durante la presidenza di Ali Akbar Hashemi Rafsanjani.

## Storia
Il partito è considerato come uno dei puntelli principali della politica di Rafsanjani.
Il 26 giugno 2009, nel quadro della repressione operata dal regime, a seguito delle elezioni presidenziali che hanno originato grandi manifestazioni di protesta giovanile contro il regime e duramente represse dalle forze dell'ordine, dai Pasdaran e dal Basij, la sede del partito è stata perquisita, a segnalare uno stato di tensione e sospetti del regime degli Ayatollah nei confronti dell'ex-Presidente della Repubblica.